# Neurona artificial
Les neurones artificials o xips neuronals són microxips que pretenen imitar les funcions de les neurones biològiques. Aquesta tecnologia s'està investigant i desenvolupant actualment i es pretén que d'aquí a uns anys es pugui començar a utilitzar en els àmbits de salut. Gràcies a les neurones artificials es poden crear xarxes neuronals artificials (XNA).
Aquest tipus de neurones artificials responen als senyals elèctrics que emet el nostre sistema nerviós de la mateixa manera que ho faria una neurona real biològica.

## Com funcionen?
La neurona artificial rep una o més entrades (que representen potencials postsinàptics excitadors i potencials postsinàptics inhibidors a les dendrites neuronals) i les suma per produir una sortida (o activació, que representa el potencial d'acció d'una neurona que es transmet al llarg del seu axó). Normalment, cada entrada es pesa per separat i la suma es transmet a través d'una funció no lineal coneguda com a funció d'activació o funció de transferència. Les funcions de transferència solen tenir una forma sigmoide, però també poden adoptar la forma d'altres funcions no lineals, funcions lineals a trossos o funcions de pas. Sovint també són monòtonament creixents, continus, diferenciables i acotats.
La funció de llindar ha inspirat la construcció de portes lògiques denominades lògiques de llindar; aplicable a la construcció de circuits lògics semblants al processament cerebral. Per exemple, els dispositius nous com els memristors s'han utilitzat àmpliament per desenvolupar aquesta lògica en els darrers temps. La funció de transferència de neurones artificials no s'ha de confondre amb la funció de transferència d'un sistema lineal.

## Investigacions
El primer equip d'investigadors en desenvolupar efectivament neurones artificials, ha estat un equip de la Universitat de Bath (Anglaterra) juntament amb investigadors de les universitats de Bristol, Auckland (Nova Zelanda) i Zuric (Suïssa).
Aquest grup d'investigadors va descobrir el punt clau que els va permetre desenvolupar aquesta tecnologia. Se'n van adonar que les respostes de les neurones als estímuls del sistema nerviós son no lineals. Això vol dir que la resposta de les neurones no és necessàriament proporcional als estímuls elèctrics del sistema nerviós.

## Possibles aplicacions
L'avanç d'aquesta tecnologia pot significar un abans i un després en els tractaments com la malaltia d'Alzheimer, ja que es podrien reemplaçar les connexions neurològiques afectades per aquests microxips.
Una altra aplicació que poden tenir en un futur les neurones artificials és en les persones amb insuficiència cardíaca. Aquesta malaltia es produeix degut que les neurones del cervell no interpreten correctament les ordres del cor, problema que es podria resoldre amb l'ajut de neurones artificials.